# Cmentarz rzymskokatolicki w Modliborzycach
Cmentarz rzymskokatolicki w Modliborzycach – zabytkowy cmentarz założony w połowie XIX wieku, znajdujący się w gminie Baćkowice, w powiecie opatowskim. Usytuowany jest na południowych krańcach miejscowości.
Cmentarz miał kształt zbliżony do prostokąta. Otoczony jest murem kamiennym z bramą od strony północno-zachodniej. Zachowało się kilkanaście nagrobków i płyt nagrobnych z przełomu XIX i XX wieku, najstarsza z 1887 roku.
W okresie I wojny światowej, na cmentarzu pochowano 112 żołnierzy poległych w latach 1914–1915. Według innych źródeł pochowano na nim 18 żołnierzy austro-węgierskich i jednego rosyjskiego. Obecnie te pochówki nie są zlokalizowane.